# Myszkowiec
Myszkowiec – wieś w Polsce położona w województwie lubelskim, w powiecie chełmskim, w gminie Dorohusk.
| SIMC    | Nazwa | Rodzaj    |
| ------- | ----- | --------- |
| 0102730 | Kąty  | część wsi |

W latach 1975–1998 miejscowość administracyjnie należała do województwa chełmskiego. 
Wieś wchodzi w skład sołectwa Turka, Myszkowiec. Według Narodowego Spisu Powszechnego (III 2011 r.) liczyła 71 mieszkańców i była 22. co do wielkości miejscowością gminy Dorohusk.
Wierni Kościoła rzymskokatolickiego należą do parafii św. Jana Nepomucena w Dorohusku.